# 大坪與一
大坪與一（日语：／ Otsubo Yoichi，1865年12月—1932年9月10日），臺灣日治時期高雄市的日人企業家。

## 生平

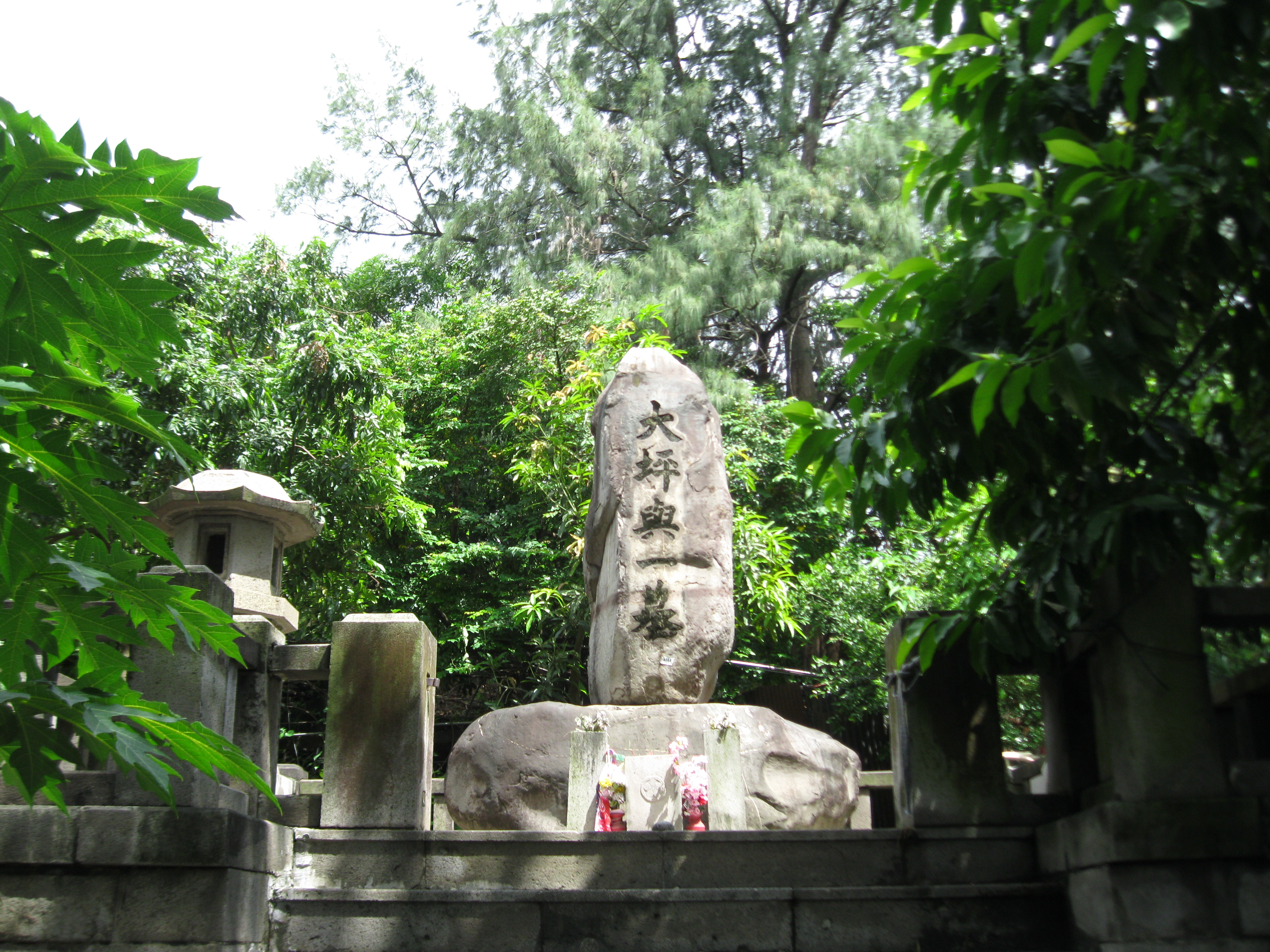
大坪與一墓

大坪與一是1896年來台之日商，為高雄製冰會社、高雄共榮汽車會社、高雄劇場、日東商船組的創辦人（日東商船組是全台最重要的運輸業之一，共有30家分店、員工高達600名、業務處理量高達300萬噸），曾任高雄市協議會員、土木委員、高雄漁業公會會長，被稱作是「本島運送界霸王」，其一生盡心於高雄的公共建設、運輸、製造和娛樂事業，也多捐獻於慈善公益和社會住宅，更曾為受到剝削的台灣蕉農及漁業者奔走。其與杉本音吉是高雄的兩大勞工領袖，被稱作是高雄市公共事務的「雙壁」。
其墓地採日式格局，規模壯碩，自然石墓碑及各方捐贈的石燈籠，原於1934建於左營前峯尾共同墓地，1942年因二戰時建軍港而遷移至覆鼎金公墓。

## 引用資料
1. ↑  臺灣大觀社. . 臺灣大觀社. 1923年: 53.
2. ↑  中村秀. . 1935年.
3. ↑  吉田靜堂. . 1933年: 76.
4. ↑  葛祐豪. . 自由時報 (Yahoo!奇摩新聞). 2014-03-08  [2017-09-10]. （原始内容存档于2014-12-05） （中文）.
5. ↑  . 臺灣殯葬資訊網. 2014-07-19  [2017-09-10]. （原始内容存档于2019-05-22） （中文）.
6. ↑  . cmsdb.culture.tw.   [2020-06-04]. （原始内容存档于2020-06-04）.